# Stara Korytnica (gromada)
Stara Korytnica – dawna gromada, czyli najmniejsza jednostka podziału terytorialnego Polskiej Rzeczypospolitej Ludowej w latach 1954–1972.
Gromady, z gromadzkimi radami narodowymi (GRN) jako organami władzy najniższego stopnia na wsi, funkcjonowały od reformy reorganizującej administrację wiejską przeprowadzonej jesienią 1954 do momentu ich zniesienia z dniem 1 stycznia 1973, tym samym wypierając organizację gminną w latach 1954–1972.
Gromadę Stara Korytnica z siedzibą GRN w Starej Korytnicy utworzono – jako jedną z 8759 gromad na obszarze Polski – w powiecie drawskim w woj. koszalińskim na mocy uchwały nr 43/54 WRN w Koszalinie z dnia 5 października 1954. W skład jednostki weszły obszary dotychczasowych gromad Stara Korytnica i Biały Zdrój ze zniesionej gminy Kalisz Pomorski w powiecie drawskim oraz obszar dotychczasowej gromady Łowicz Wałecki ze zniesionej gminy Hanki w powiecie wałeckim – w województwie koszalińskim; ponadto miejscowość Nowa Studnica z dotychczasowej gromady Studnica ze zniesionej gminy Barnimie w powiecie choszczeńskim w woj. szczecińskim. Włączenie Nowej Studnicy do powiatu drawskiego zlikwidowało specyficzny wąski, długi klin województwa szczecińskiego, wdzierający się w głąb województwa koszalińskiego na długości około 12 km. Dla gromady ustalono 9 członków gromadzkiej rady narodowej.
1 stycznia 1958 z gromady Stara Korytnica wyłączono: a) wieś Łowicz Wałecki, włączając ją do gromady Hanki oraz a) wieś Nowa Studnica, włączając ją do gromady Tuczno w powiecie wałeckim w tymże województwie, po czym gromadę Stara Korytnica zniesiono, a jej pozostały obszar (Stara Korytnica i Biały Zdrój) włączono do gromady Kalisz Pomorski w powiecie drawskim.